# Erna Woermann (Schiff, 1902)
Die zweite Erna Woermann der Woermann-Linie (WL) entstand 1905 durch die Umbenennung des von der Argo Reederei angekauften, 1902 fertiggestellten Frachtschiffs Louisiana. Ab 1904 kaufte die Woermann-Linie sechs Frachtschiffe, um den Bedarf an Schiffsraum für die Abwicklung der Transporte für den Aufbau und die Versorgung des Expeditionskorps gegen die aufständischen Hereros im Schutzgebiet Deutsch-Südwestafrika zu decken, den Woermann vorrangig mit eigenen Schiffen abwickeln wollte.
Nach der Beendigung der Kriegshandlungen in Deutsch-Südwestafrika wurden das inzwischen von WL mit einer Passagiereinrichtung versehene Schiff für den Passagier-, Fracht- und Postdienst zu den westafrikanischen deutschen Kolonien Togo und Kamerun eingesetzt.
Die Erna Woermann suchte 1914 wie etliche Woermann-Schiffe Zuflucht in Duala, wo sie am 27. September 1914 mit zehn weiteren Schiffen vom britischen Panzerkreuzer Cumberland im Zuge der Eroberung des Hauptortes der Kolonie gekapert wurde.
Umbenannt in Huntscastle wurde das Schiff auf alliierter Seite als Truppentransporter und Frachtschiff für Versorgungsgüter eingesetzt.
1921 wurde die ehemalige Erna Woermann von den Deutschen Afrika Linien zurückgekauft und als Sultan unter den Farben der DOAL im „Rund-um-Afrika“-Dienst eingesetzt.
1932 wurde das Schiff aus dem Dienst herausgenommen und 1933 verschrottet.

## Geschichte derErna Woermann(II)
Den Namen Erna Woermann hatte zuerst der 1884 der sechste Dampfer der Woermann-Linie erhalten. Das 1119 BRT große Schiff war von der Reiherstiegwerft in Hamburg gebaut worden, startete Ende November 1884 seine Jungfernfahrt nach Kamerun und blieb bis April 1896 im Dienst der Linie. Das dann nach Belgien verkaufte Schiff ging schon nach gut acht Monaten Dienstzeit am 8. Januar 1897 auf einer Heimreise vor der französischen Atlantikküste unter seinem neuen Namen Belgique verloren.
Am 3. Juni 1905 hatte die Woermann-Linie wieder eine Erna Woermann durch Umbenennung der von Argo Reederei erworbenen Louisiana von 5408 BRT.

### Übernahme der großen Argo-Frachtschiffe
Im Oktober 1904 kaufte die Woermann-Linie zwei fast neue Frachter von der Argo Reederei und brachte sie als Professor Woermann und Eduard Woermann in Fahrt. Die im Januar 1904 als Florida (5538 BRT) und im November 1903 als Alabama (5643 BRT) in Dienst gestellten Schiffe waren von der Bremer Reederei für ihre Linie nach Westindien und New Orleans beschafft worden. Neben diesen beiden vom Bremer Vulkan in Vegesack gebauten Schwesterschiffen hatte die Bremer Reederei am 28. August 1902 schon ein fast identisches Schiff mit der Louisiana von der Flensburger Schiffbau-Gesellschaft erhalten. Auch sie wurde am 3. Juni 1905 von der Woermann-Linie als Erna Woermann übernommen.
Die Schwesterschiffe waren die mit weitem Abstand größten Schiffe der Bremer Reederei; erstmals hatte die Argo Reederei Schiffe über 3000 BRT bauen lassen. Sie gab allerdings die seit ihrer Gründung 1896 betriebene Linie nach New Orleans 1904 auf und verkaufte die fast neuen Schiffe an Woermann.
Die Louisiana war 127,1 m lang, verfügte eine Dreifach-Expansionsmaschine, die, von drei Zylinderkesseln mit Dampf versorgt, 2400 PS leistete und dem Schiff eine Geschwindigkeit von 12 Knoten (kn) ermöglichte. Eine Passagiereinrichtung für um 100 Passagiere un drei Klassen erhielten die drei Schiffe erst nach Übernahme in den Afrika-Dienst. Als Erna Woermann bot das Schiff Platz für 40 Passagiere in der I. Klasse, 30 in der II. und 62 in der III. Klasse.
Neben den drei Argo-Frachtern kaufte die Woermann-Linie 1904 die Kombischiffe Pfalz (1893, 3870 BRT) vom NDL (dann Gertrud Woermann), und Rosario (1893, 3184 BRT) von der Hamburg-Süd (dann Erich Woermann) sowie einen im Bau befindlichen britischen Frachter (1904, 5173 BRT) an, der als Lulu Bohlen in Fahrt kam.

### Einsatzgeschichte
Die angekauften Schiffe kamen sofort für Transporte nach Deutsch-Südwestafrika zum Einsatz, wobei die Gertrud Woermann ex Pfalz schon auf ihrer ersten Reise verlorenging. Die Firma Woermann war nicht nur für die Transporte, sondern auch für die Abwicklung an den Landungsplätzen verantwortlich. Im Zuge der Kriegshandlungen wurden auch behelfsmäßige Hafeneinrichtungen in Swakopmund und später auch Lüderitzbucht geschaffen. In der Masse lagen die aus Deutschland ankommenden Schiffe jedoch in See und gaben die Ladung über kleine Fahrzeuge und Flöße an Land. Dies führte zu erhebliche Wartezeiten vor den „Häfen“ und Teile der Ladungen wurden auch zwischen den auf Entladung wartenden Schiffen hin und her geladen, um Schiffe für neue Fahrten frei zu bekommen. Um die gesamte Abwicklung besser steuern zu können, war die Woermann-Linie an einer weitgehend Abwicklung mit eigenen Schiffen interessiert.
Neben Soldaten und reinem Militärgut mussten auch Teile für den Bau von Anlegestegen, Kränen und Molen sowie Eisenbahnmaterial überführt werden. Noch als Louisiana war die Erna Woermann erstmals nach Südwestafrika eingesetzt worden. Auf einer Fahrt am 30. Juli 1905 hatte sie auch 163 Pferde an Bord. Die Schwesterschiffe Professor Woermann und Eduard Woermann hatten bis dahin schon mehrere derartige Reisen durchgeführt, auf denen auch Pferde transportiert wurden; die Eduard Woermann hat auf sechs Reisen zwischen November 1904 und Mai 1906 über 2300 Pferde nach Südwestafrika überführt.
Nach der Beendigung der Kriegshandlungen in Deutsch-Südwestafrika wurden die inzwischen von der Woermann-Linie mit einer Passagiereinrichtung versehenen ehemaligen Argo-Schiffe für den Passagier-, Fracht- und Postdienst zu den westafrikanischen deutschen Schutzgebieten Togo und Kamerun eingesetzt. Allerdings wurde das Schwesterschiff Professor Woermann (ex Florida) 1907 im Zuge der Betriebsgemeinschaft mit der Hapag an den neuen Partner abgegeben, der es bis zum Beginn des Ersten Weltkriegs als Swakopmund weiter nach Westafrika, aber auch auf anderen Linien einsetzte.
Die Erna Woermann suchte 1914 wie etliche andere Woermann-Schiffe Zuflucht in Duala im Vertrauen auf die Kongoakte, die eine Einbeziehung der Kolonien in einen Europäischen Krieg ausschloss. Die Entente-Mächte versuchten jedoch bald die deutschen Kolonien zu besetzen und die Deutschen sahen auch die Möglichkeit hier Streitkräfte zu binden und deren Einsatz auf europäischen Kriegsschauplätzen zu verhindern.
Am 27. September 1914 kaperte der britische Panzerkreuzer HMS Cumberland das Schiff bei der Eroberung von Duala neben zehn weiteren Schiffen. Die Erna Woermann war das größte der in Duala verbliebenen Schiffe; sie wurde als Huntscastle, von der Union-Castle Line bereedert, für die britische Regierung eingesetzt und diente als Truppentransporter und Frachtschiff.
1921 wurde die ehemalige Erna Woermann von den Deutschen zurückgekauft und als Sultan unter den Farben der Deutschen Ost-Afrika Linie (DOAL) im „Rund-um-Afrika“-Dienst eingesetzt.
1932 wurde das Schiff aus dem Dienst herausgenommen und 1933 verschrottet.
| Schicksal der Schwesterschiffe       | Schicksal der Schwesterschiffe | Schicksal der Schwesterschiffe | Schicksal der Schwesterschiffe | Schicksal der Schwesterschiffe | Schicksal der Schwesterschiffe |
| ------------------------------------ | ------------------------------ | ------------------------------ | ------------------------------ | --- | ------------------------------ |
| Name                                 | Bauwerft                       | BRT                            | Stapellauf in Dienst           | weiteres Schicksal |                                |
| Professor Woermann bis 1904: Florida | Bremer Vulkan BauNr. 453       | 5638                           | 28.11.1903 16.01.1904          | 15. Oktober 1904 Übernahme durch die Woermann-Linie, 17. Mai 1907 an Hapag als Swakopmund, auch auf atlantischen Nebenlinien eingesetzt, 1914 Rotterdam, 1916 Hamburg, 1914 Rotterdam, 1916 Hamburg, 1919 ausgeliefert, 1920 Arafura der Eastern & Australian SS, 1929 Abbruch |                                |
| Eduard Woermann bis 1904: Alabama    | Bremer Vulkan BauNr. 452       | 5643                           | 24.09.1903 10.11.1903          | 22. Oktober 1904 Übernahme durch die Woermann-Linie, 1919 ausgeliefert, Einsatz unter britischer Flagge bei der Union-Castle Line, 1921 nach Norwegen verkauft als Hanna Skogland, 1930 Modesta, 1933 Abbruch                                                                  |                                |